# Magic Flyer
Magic Flyer sont des montagnes russes assises junior du parc Six Flags Magic Mountain, situé à Valencia, en Californie, aux États-Unis.

## Histoire
Magic Flyer était situé à l'origine à Beverly Park dans les années 1940. Il a été transféré à Six Flags Magic Mountain en 1971 où il a commencé à fonctionner sous le nom Clown Coaster. Durant l'inter-saison 1984-1985 le parcours  a été renommé Wile E. Coyote Coaster et a reçu un nouveau décor lié au thème de la licence Bugs Bunny adoptée par le parc.
En 1998, l'attraction est fermé pour subir de grosses modifications. Les anciens supports sont remplacés et les trains sont reconstruits. L'attraction est également repeinte pour prendre les couleurs de Goliath, un autre parcours de montagnes russes du parc d'une envergure plus importante. Étant des montagnes russes destinées aux enfants, Wile E. Coyote Coaster est renommé Goliath Jr. et rouvre en 2001.
Entre 2007 et 2008, le parcours changera encore une fois de nom et de thème pour devenir Percy's Railway pour correspondre à la nouvelle zone réservée aux enfants sur le thème de Thomas et ses amis. Comme lors de la transformation du thème à l'époque de Goliath Jr., les trains sont refaits complètement pour prendre cette fois-ci l'allure des trains de la série,.
En 2010, Six Flags commence un processus d'élimination des licences dans son parc. La zone consacrée à Thomas et ses amis est renommée Whistlestop Park et Percy's Railway est rebaptisé Magic Flyer,,.

## Statistiques
- Capacité : 360 personnes par heure
- Trains : Un seul train de trois wagons. Les passagers sont placés par deux sur deux rangs pour un total de 12 passagers par train.
- Taille maximum : 1,37 m